# 橘永名
橘 永名（たちばな の ながな）は、平安時代初期から前期にかけての公卿。右中弁・橘入居の四男。官位は従三位・神祇伯。

## 経歴
但馬掾・春宮少進を経て、天長2年（825年）従五位下・大蔵少輔次いで民部少輔に任ぜられる。翌天長3年（826年）春宮大進兼丹波権介に任ぜられ、再び皇太子・正良親王（のち仁明天皇）に仕える。のち、天長9年（832年）従五位上、天長10年（833年）3月の仁明天皇の即位に伴い正五位下、同年11月従四位下と淳和朝末から仁明朝初頭にかけて急速に昇進した。
仁明朝では、右衛門権佐・刑部大輔・内蔵頭・播磨守・右兵衛督を歴任し、承和8年（841年）従四位上に叙せられる。承和9年（842年）に承和の変が発生した際には右兵衛督の官職にあったが、弟・逸勢が謀反の疑いを受けたため、当時武官の官職を帯びていた一族の時枝（右衛門少尉）・三冬（右馬大允）と共に、自ら武器を解いて朝廷に提出する。結局、永名は連座して解官の上で京外に追放される。
承和12年（845年）入京を許され、のち弾正大弼・神祇伯を経て、仁明朝末の嘉祥2年（849年）正四位下に叙せられる。当時としては長寿を保ち、清和朝の貞観2年（860年）には81歳にして従三位に叙せられ公卿に列した。
貞観8年（866年）5月10日薨去。享年87。最終官位は散位従三位。

## 官歴
『六国史』による。
- 弘仁年間末：但馬掾
- 天長元年（824年） 日付不詳：春宮少進
- 時期不詳：正六位上
- 天長2年（825年） 正月4日：従五位下。日付不詳：大蔵少輔。日付不詳：民部少輔
- 天長3年（826年） 日付不詳：春宮大進（春宮・正良親王）。日付不詳：兼丹波権介
- 時期不詳：右衛門権佐
- 天長9年（832年） 日付不詳：従五位上
- 天長10年（833年） 3月6日：正五位下。11月18日：従四位下。12月7日：刑部大輔
- 承和年間初：播磨守
- 承和3年（836年） 4月17日：内蔵頭
- 承和4年（837年） 12月27日：右兵衛督、播磨守如故
- 承和8年（841年） 11月20日：従四位上
- 承和9年（842年） 7月：解官、京外追放（承和の変連座）
- 承和12年（845年） 7月19日：聴入京
- 承和13年（846年） 9月14日：弾正大弼
- 承和14年（847年） 4月23日：神祇伯
- 嘉祥2年（849年） 11月24日：正四位下
- 嘉祥4年（851年） 4月1日：出居侍従
- 貞観2年（860年） 11月16日：従三位

## 系譜
- 父：橘入居[2]
- 母：不詳
- 妻：不詳
  - 女子：橘氏子（淳和天皇女御）